# Вест-Фріголд (Нью-Джерсі)
Вест-Фріголд (англ. West Freehold) — переписна місцевість (CDP) в США, в окрузі Монмаут штату Нью-Джерсі. Населення — 13 596 осіб (2020).

## Географія
Вест-Фріголд розташований за координатами 40°13′51″ пн. ш. 74°17′39″ зх. д. / 40.23083° пн. ш. 74.29417° зх. д. (40.230905, -74.294073).  За даними Бюро перепису населення США в 2010 році переписна місцевість мала площу 15,35 км², з яких 15,31 км² — суходіл та 0,04 км² — водойми.

## Демографія
Згідно з переписом 2010 року, у переписній місцевості мешкало 13 613 осіб у 4941 домогосподарстві у складі 3612 родин. Густота населення становила 887 осіб/км².  Було 5108 помешкань (333/км²).
Расовий склад населення:
| - 87,1 % — білих - 6,2 % — азіатів - 3,2 % — чорних або афроамериканців - 0,2 % — корінних американців - 1,6 % — осіб інших рас |

До двох чи більше рас належало 1,8 %. Частка іспаномовних становила 8,1 % від усіх жителів.
За віковим діапазоном населення розподілялося таким чином: 25,1 % — особи молодші 18 років, 60,7 % — особи у віці 18—64 років, 14,2 % — особи у віці 65 років та старші. Медіана віку мешканця становила 41,4 року. На 100 осіб жіночої статі у переписній місцевості припадало 91,8 чоловіків;  на 100 жінок у віці від 18 років та старших — 89,5 чоловіків також старших 18 років.
Середній дохід на одне домашнє господарство  становив 112 040 доларів США (медіана — 101 008), а середній дохід на одну сім'ю — 129 811 долар (медіана — 124 559). За межею бідності перебувало 3,2 % осіб, у тому числі 3,4 % дітей у віці до 18 років та 3,5 % осіб у віці 65 років та старших.
Цивільне працевлаштоване населення становило 7249 осіб. Основні галузі зайнятості: освіта, охорона здоров'я та соціальна допомога — 23,2 %, науковці, спеціалісти, менеджери — 13,8 %, роздрібна торгівля — 13,6 %.